# Vasile Ciorăscu
Vasile Cerescu (Ciorăscu)  (n. Suruceni, ținutul Chișinău, Basarabia, Imperiul Rus, azi raionul Ialoveni, R. Moldova) a fost un deputat din Sfatul Țării de la Chișinău, organul care a exercitat puterea legislativă în Republica Democratică Moldovenească, în perioada 1917-1918.